# Michael D’Rozario
Michael Atul D’Rozario CSC (* 23. November 1925 in Noyansree, Bangladesch; † 24. Februar 2016 in Dhaka) war ein bangladeschischer Ordensgeistlicher und Bischof von Khulna.

## Leben
Michael D’Rozario trat der Kongregation vom Heiligen Kreuz bei und empfing am 10. Juni 1953 die Priesterweihe.
Papst Paul VI. ernannte ihn am 21. September 1970 zum Bischof von Khulna. Der Erzbischof von Dacca, Theotonius Amal Ganguly, spendete ihm am 13. Dezember desselben Jahres die Bischofsweihe; Mitkonsekratoren waren Josip Uhač, Apostolischer Pro-Nuntius in Pakistan, und Michael Rozario, Bischof von Dinajpur.
Am 19. Februar 2005 nahm Papst Johannes Paul II. sein altersbedingtes Rücktrittsgesuch an.